# Savoia-Marchetti SM.75
Die Savoia-Marchetti SM.75 war ein dreimotoriges Verkehrsflugzeug des italienischen Flugzeugherstellers Savoia-Marchetti aus den 1930er-Jahren. Die SM.75 war eine Weiterentwicklung der SM.73, von der sie sich durch ein größeres Transportvermögen, ein Einziehfahrwerk und höhere Leistung unterschied. Der Erstflug der SM.75 fand im November 1937 statt. Im Zweiten Weltkrieg wurde sie zu einem Militärtransportflugzeug weiterentwickelt.

## Nutzung

### Vorkriegszeit
Zunächst wurde eine erste Serie von 50 Flugzeugen gebaut (W.-Nr. 32001-32050). Die Flugzeuge waren mit drei Motoren vom Typ „Alfa Romeo 126 RC.134“ (750 PS) ausgerüstet. Fünf Flugzeuge wurden zwischen Juli 1938 und Februar 1939 an die ungarische MALERT geliefert, die das Flugzeug bis zum ungarischen Kriegseintritt im Juni 1941 einsetzte.
Insgesamt 36 SM.75 wurden vor dem Juni 1940 an die italienische Fluggesellschaft Ala Littoria geliefert. Vier dieser Flugzeuge gingen vor dem Krieg verloren (I-TUON am 22. November 1938 bei Lienz, I-LEAL am 10. Februar 1940 bei Aiello Calabro, I-LUPI am 17. Mai 1940 bei Barcelona, alle mit Personenschaden, I-LOVE unbekannt).
Der Einsatz erfolgte auf den europäischen Routen mit 24 Passagieren sowie auf der Strecke nach Italienisch-Ostafrika (Äthiopien und Eritrea) mit 18 Passagieren.

### Zweiter Weltkrieg
Die verbliebenen 32 Flugzeuge der Ala Littoria wurden im Juni 1940 von der Regia Aeronautica übernommen, die mit den anderen Flugzeugen der italienischen Luftverkehrsgesellschaften den Servizi Aerei Speciali  (SAS) bildete. Die SAS diente zu militärischen Transportzwecken und bestand unter anderem aus drei Nuclei, die aus den drei Fluggesellschaften Ala Littoria, Aviolinee und LATI gebildet wurden. Diese sollten neben militärischen Transportaufgaben den zivilen Luftverkehr während des Krieges abwickeln. Die Nucleo Ala Littoria erhielt sechs SM.75, die Nucleo LATI zwei SM.75, der Rest wurde Transportstaffeln der SAS zugeteilt.
Die LATI hatte im Dezember 1939 den Verkehr nach Brasilien über den Südatlantik mit Savoia-Marchetti SM.83 aufgenommen. Nachdem bei den ebenfalls eingesetzten SM.82 im Dezember 1940 mehrere Brüche aufgetreten waren, wurde auch die SM.75 I-BAYR eingesetzt, ging jedoch bereits auf dem vierten Flug, vermutlich wegen Motorproblemen, bei der Insel Fernando de Noronha verloren. Neben zwei Passagieren blieben zwei komplette Besatzungen (acht Personen) vermisst.
Die SM.75 wurde – neben der SM.82 – auch für die Versorgung von Ostafrika eingesetzt, als im Jahre 1941 die Lage dort kritisch wurde.
Im August 1940 wurde entschieden, die SM.75 ihren neuen Anforderungen besser anzupassen. Daher bestellte die Ala Littoria 20 SM.75, die mit den Tragflächen, Leitwerk und Fahrwerk der SM.82 ausgerüstet waren. Dabei wurde die Tankkapazität auf 7.000 Liter erhöht, was der SM.75 eine Reichweite von 4.500 km gab. Insgesamt 23 Flugzeuge (W.-Nr. 32051-32073) wurden zwischen März 1942 und Januar 1943 geliefert. Einige der Flugzeuge waren mit „Alfa Romeo 128 RC.18“-Motoren mit je 860 PS ausgerüstet.
Auf Grund der Kriegslage wurde entschieden, eine weitere Serie von 30 SM.75bis, ebenfalls mit drei „Alfa Romeo 128 RC.18“-Motoren, aufzulegen. Besonders signifikant war die Ausrüstung eines Verkehrsflugzeuges mit einem Drehturm auf dem Rumpfrücken, der mit einem 12,7-mm-MG ausgerüstet war. Von dieser Serie wurden bis August 1943 noch 17 Flugzeuge (W.-Nr. 001–017) fertiggestellt, von denen drei an die LATI und zwei an die Ala Littoria geliefert wurden.
Während des Krieges waren die Flugzeuge der Nuclei LATI und Ala Littoria Kriegshandlungen unterworfen, da die italienischen Gesellschaften im Juni 1940 militarisiert wurden. Entsprechend wurden Flugzeuge dieser Gesellschaften durch Bomben zerstört oder durch Feindflugzeuge abgeschossen. Am 31. Juli 1943 waren insgesamt noch 45 SM.75 vorhanden, davon zwölf bei der LATI und elf bei der Ala Littoria, 13 bei militärischen Einheiten und neun bei Luftfahrtunternehmen zur Reparatur oder Überholung.

### Japanflug 1942
Da während des Krieges ein Interesse an einer Verbindung zwischen den verbündeten Deutschland und Italien mit Japan bestand, wurde die SM.75 RT (für Rom–Tokio) MM60539 (W.-Nr. 32056) ausgerüstet, um eine Strecke von 8000 km non-stop mit einer Nutzlast von 140 kg fliegen zu können. Von Rom ging es erst einmal in neun Stunden nach Saporischschja in der Sowjetunion, von wo die längste Etappe nach Baotou im japanisch besetzten China in Angriff genommen wurde. Die 6000 km lange Strecke wurde in einer Flugzeit von 21 Stunden und 14 Minuten zurückgelegt. Für die Strecke nach Tokio (2700 km) wurden noch 10 Stunden und 4 Minuten benötigt. Der Hinflug fand vom 30. Juni 1942 bis zum 3. Juli 1942 mit einer Pause in Baotou statt, der Rückflug vom 16. Juli 1942 bis zum 20. Juli 1942 auf der Strecke Tokio–Baotou–Odessa–Rom.

### Einsatz ab 1943
Nach dem italienischen Waffenstillstand erhielt die Deutsche Lufthansa insgesamt 16 SM.75 der Fluggesellschaften. Eine wurde direkt von der deutschen Luftwaffe übernommen, eine wurde von den rumänischen Behörden beschlagnahmt und vier flogen bei der Aeronautica Cobelligerante Italiana auf alliierter Seite. Die Lufthansa setzte die Flugzeuge selber nicht ein, da sie mit Wartungsschwierigkeiten rechnete, sondern gab elf Flugzeuge an die Luftwaffe ab. Vier verblieben in ihrem Gewahrsam und wurden anschließend verschrottet, die letzte fiel einem Bombenangriff zum Opfer. Das Japanflugzeug wurde am 22. Oktober 1943 an die 2./VersuchObdL abgegeben, der Rest flog ab September 1943 beim Transportgeschwader 1 und im Ergänzungstransportgeschwader. Der Höchststand lag am 29. Februar 1944 bei 25 Flugzeugen. Dort wurden die Flugzeuge im Juli 1944 aussortiert und vermutlich eingelagert, bis sie anschließend verschrottet wurden.

## Technische Daten

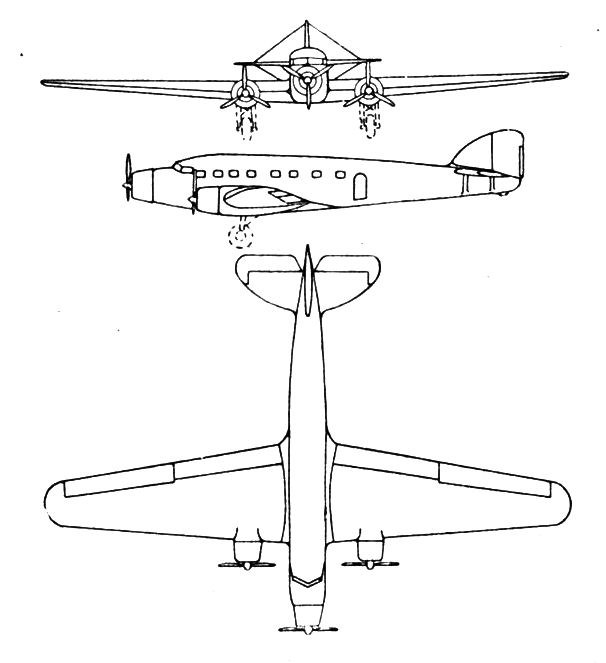
Dreiseitenansicht

| Kenngröße             | Daten                                   |
| --------------------- | --------------------------------------- |
| Passagiere            | 18–24                                   |
| Länge                 | 21,60 m                                 |
| Spannweite            | 29,68 m                                 |
| Höhe                  | 5,10 m                                  |
| Flügelfläche          | 118,6 m²                                |
| 7,4                   |                                         |
| Nutzlast              | 9.500 kg                                |
| max. Startmasse       | 13.000 kg                               |
| Höchstgeschwindigkeit | 363 km/h                                |
| Dienstgipfelhöhe      | 6.250 m                                 |
| Reichweite            | 1.720 km                                |
| Triebwerke            | drei Sternmotoren Alfa Romeo 126 RC.134 |